# Silvio Meißner
Silvio Meißner (* 19. Januar 1973 in Halle (Saale)) ist ein ehemaliger deutscher Fußballspieler. Er spielte auf der Position eines defensiven Mittelfeldspielers.

## Sportliche Laufbahn

### Vereinskarriere
In seiner Jugend und während seiner ersten Schritte im Männerbereich spielte Meißner von 1978 bis 1993 für die BSG Post Halle, den SV Merseburg 99 und den Hallescher FC. 1993 begann seine Profikarriere beim Chemnitzer FC, bei dem er bis 1996 blieb, um anschließend zu Arminia Bielefeld zu wechseln. 2000 folgte dann der Wechsel zum VfB Stuttgart, mit dem Meißner im Jahre 2003 Vizemeister wurde.
Am 17. April 2006 verlängerte er seinen Vertrag beim VfB Stuttgart um zwei Jahre bis zum Saisonende 2007/08. In der Rückrunde der Saison 2006/07 spielte er ein halbes Jahr für den 1. FC Kaiserslautern. Am Ende der Saison kehrte er, wie im Leihvertrag vorgesehen, zum VfB zurück. Mit dem Auslaufen des Vertrags im Sommer 2008 beendete Meißner seine aktive Karriere. Nach seiner Reamateurisierung wurde Meißner für die Saison 2009/10 von der SpVgg Rommelshausen verpflichtet. Er bestritt dort jedoch kein einziges Pflichtspiel.

### Auswahleinsätze
Seine Leistungen in der Bundesliga machten Meißner auch für die Auswahltrainer des DFB interessant. In der A2-Auswahl Deutschlands wurde er 1999 in drei Partien aufgeboten.

## Weiterer Werdegang
Aktuell ist er als Spielerberater tätig. Aktiv spielt Silvio Meißner noch in der Traditionself des VfB Stuttgart sowie bei den Stuttgarter Prominentenkickern e. V.

## Erfolge
- Vizemeister 2003